# Cappella di Santa Rita

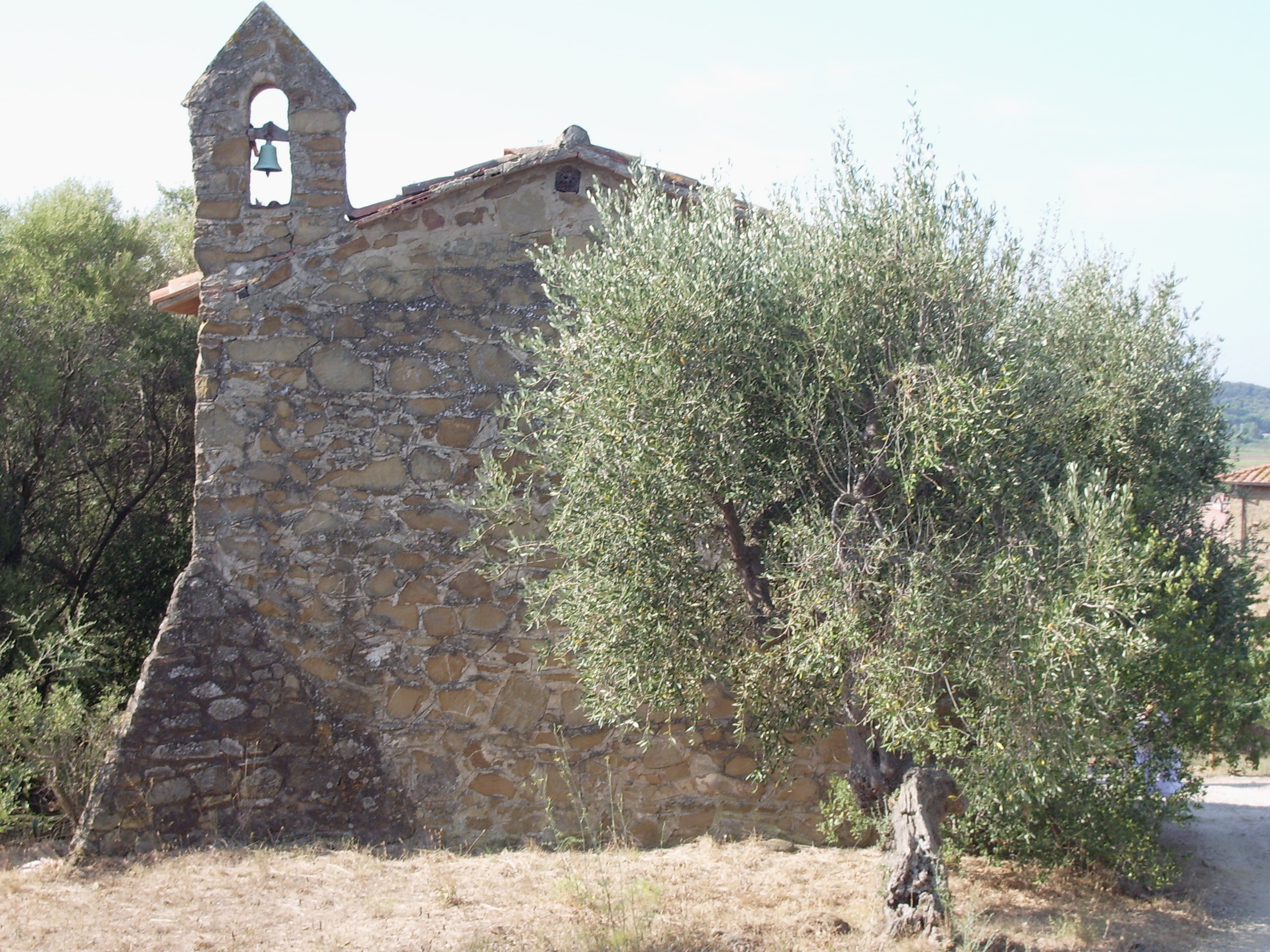
Veduta absidale

La cappella di Santa Rita è una cappella situata a Pian di Rocca, nel comune di Castiglione della Pescaia, in provincia di Grosseto.

## Storia
Di origini incerte, l'edificio religioso sorse come cappella gentilizia della vicina fattoria di Pian di Rocca, rispetto alla quale sorge in posizione rialzata su una modesta altura situata più a nord-est. La sua costruzione fu probabilmente necessaria per lo svolgimento di funzioni religiose nella zona, dopo il definitivo abbandono della non lontana pieve di Rocca e di altre chiese di origini medievali.
L'aspetto attuale è stato conferito da una serie di interventi di ristrutturazione avvenuti nel 1940, ad opera dei duchi Grazioli, alterando parzialmente l'originario aspetto tipico delle cappelle rurali, con l'aggiunta di un avancorpo a parziale copertura dell'area che precede la facciata anteriore.

## Descrizione
L'edificio religioso si presenta ad aula unica e a pianta rettangolare, con tetto a capanna e strutture murarie esterne interamente rivestite in pietra; nella parte postero-laterale destra si eleva un piccolo campanile a vela che include un'unica cella campanaria.
La facciata propriamente detta, rimasta parzialmente occultata dall'aggiunta dell'avancorpo posticcio, è caratterizzata dalla presenza di un portale d'ingresso architravato con modanature, preceduto da una gradinata, che si apre in posizione centrale, sopra il quale vi è una lunetta con arco a tutto sesto ove è collocato un gruppo scultoreo. Nella parte sommitale della facciata si apre al centro un piccolo rosone circolare, che contribuisce all'illuminazione naturale dell'interno del luogo di culto.
All'interno è conservata una statua in gesso della santa titolare, restaurata negli anni novanta.